# Хорешков, Пётр Степанович
Пётр Степанович Хорешков (1918 год, Казахстан, Жамбылская обл., село Луговая) — участник ВОВ (1941—1945), колхозник, тракторист Луговской МТС, Герой Социалистического Труда (1948).

## Биография
Родился в 1918 году в селе Луговая (сегодня — Жамбылская область Казахстана). В 1932 году в возрасте 14 лет окончил начальную школу и вступил в колхоз имени Ленина, где стал работать пастухом. В 1936 году окончил курсы трактористов, после чего стал работать в колхозе «Восток» Джамбулской области. В 1939 году был призван в Красную Армию. Участвовал в Великой Отечественной войне. Воевал в 3-м Белорусском фронте. Командовал взводом. Часто ходил в разведку. Участвовал в боях на Курской Дуге. За мужество и храбрость, проявленных в боях, был награждён Орденом Красного Знамени, орденом Славы I, II-й степени и медалью за взятие Кёнигсберга (Калининград). После демобилизации возвратился в родной колхоз. В 1946 году был назначен бригадиром тракторной бригады Луговской МТС.
В 1947 году тракторная бригада под управлением Петра Хорешкова собрала с участка площадью 60 гектаров по 455 центнеров сахарной свеклы с каждого гектара. За этот доблестный труд Пётр Хорешков был удостоен в 1948 году звания Героя Социалистического Труда.

## Награды
- Герой Социалистического Труда (1948);
- Орден Ленина (1948);
- Орден Красного знамени
- Орден Славы I,II-ой степени
- Медаль за взятие Кёнигсберга